# Port Authority Bus Terminal

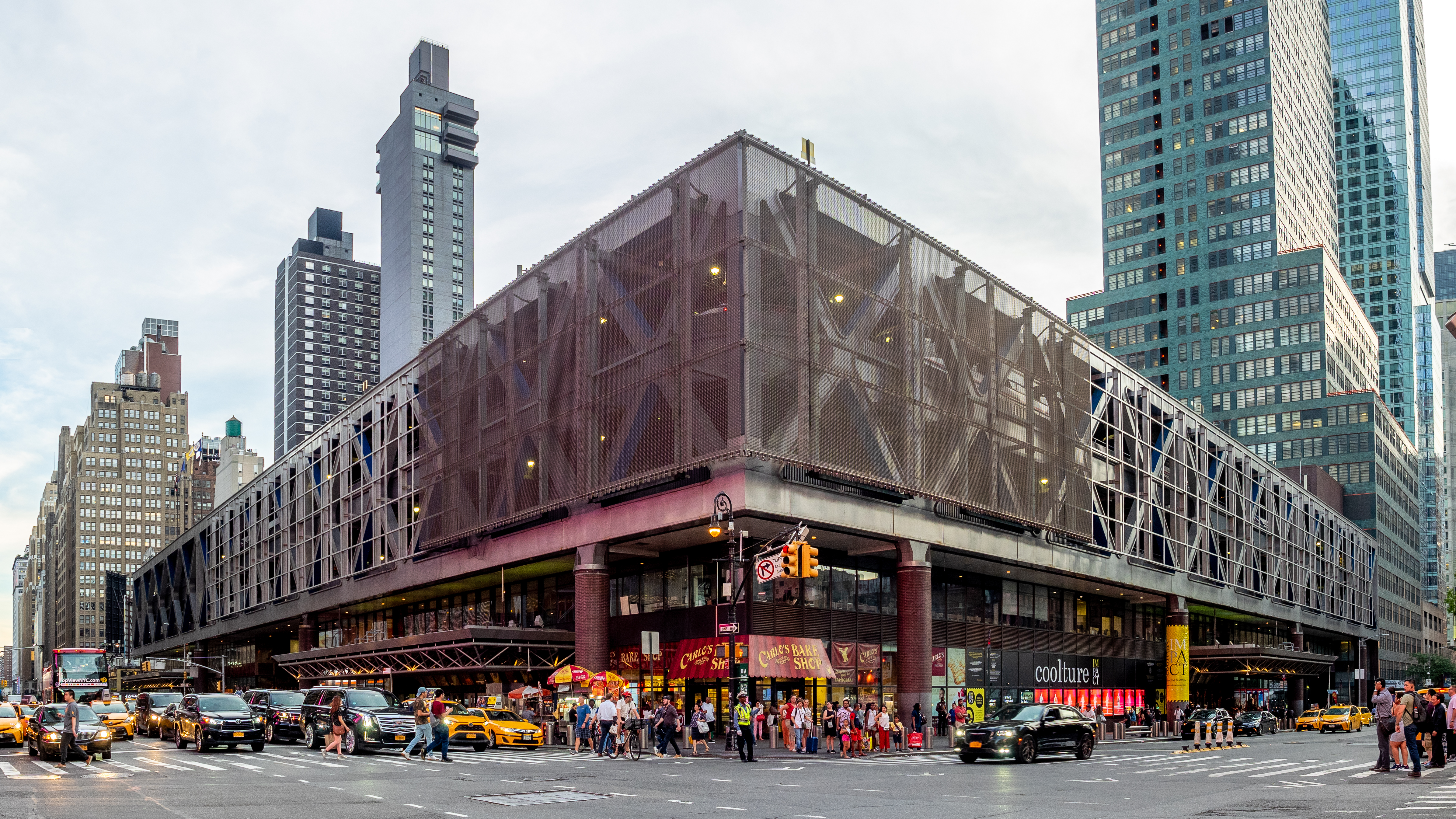
Port Authority Bus Terminal (julho de 2019)

O Port Authority Bus Terminal é o maior terminal rodoviário do mundo. Está localizado na ilha de Manhattan, na cidade de Nova Iorque, nos Estados Unidos e serve também o estado vizinho de Nova Jérsei.
É gerenciado pela empresa Port Authority of New York and New Jersey.

## História
O Port Authority Bus Terminal entrou em funcionamento em 15 de dezembro de 1950 para os passageiros, originalmente ocupando apenas o bloco entre as ruas 40 e 41. O terminal foi concebido como uma solução para uma matriz de vários terminais espalhados pelo centro de Manhattan. O objetivo era centralizar o fluxo de ônibus e criar um user-friendly building.
O edifício tem visto expansões e revitalizações ao longo dos anos, mais notavelmente a adição da Ala Norte, em 1979. Embora esta expansão tenha aumentado a capacidade em 50%, acompanhando a renovação passa a denominar art deco do terminal original com um moderna "olhar de aço e vidro do tipo na moda" durante os anos 1970 e início de 1980 para os edifícios institucionais.
A área em torno da Autoridade Portuária do Terminal já foi considerada um perigo, mesmo pelos padrões da pré-gentrificada Times Square, em especial depois de escurecer, mas esse não é mais o caso. Durante 1997, o terminal foi objeto de um estudo, coordenado pelo professor Marcus Felson, da Universidade Rutgers, que identificou as mudanças estratégicas para a concepção, com vista a reduzir a criminalidade. Este é um dos exemplos mais importantes do mundo do sucesso dos esforços de prevenção situacional do crime.
Uma estátua de Jackie Gleason sob o disfarce de um de seus personagens mais famosos (e motorista de ônibus de Nova York mais famoso), Ralph Kramden, fica em frente à entrada principal do original Ala Sul, na Oitava Avenida. A placa na base da estátua lê, "Jackie Gleason como Ralph Kramden Bus Driver - - Raccoon Lodge Tesoureiro - Dreamer - Apresentado pelo Povo de TV Land".
Um overbuild do Port Authority Bus Terminal foi proposto pela primeira vez em 1999. 35-Um prédio conhecido como 7 Times Square estava a ser construído sobre a asa norte e um driving range seria construída sobre a asa sul. No entanto, o projeto foi colocado em espera devido a um declínio na economia seguinte o ponto com busto. Em 30 de novembro de 2007, o Port Authority anunciou que uma joint venture entre o Real Estate Investment Trust Vornado e as Empresas Ruben iria alugar o ar sobre direitos ala norte do terminal, e construir um 40-story office torre, com 1.300.000 metros quadrados (121.000 m2) de espaço comercial. O acordo também incluiu a adição de 60.000 pés quadrados (5.600 m2) do espaço de varejo no novo terminal de ônibus, bem como 18 portas adicionais, que englobaria 70 ônibus adicionais, transportar até 3.000 passageiros por hora. Nova escadas rolantes teriam de ser instalado para ajudar os passageiros a se mover mais rapidamente entre a zona de embarque e no piso térreo. A construção estava prevista para começar em 2009 ou 2010 e levar quatro anos para ser concluída.
Em 14 de novembro de 2008, a Reuters relatou que o PABT VirtualTourist havia listado o terminal como um dos "10 Edifícios e Monumentos Mais Feios do Mundo".